# التركيبة السكانية في مايوت
ويتعلق هذا المقال بالسمات الديمغرافية لسكان مايوت، بما في ذلك الكثافة السكانية، والأصل العرقي، ومستوى التعليم، وصحة السكان، والوضع الاقتصادي، والانتماءات الدينية، وغير ذلك من جوانب السكان. وقد ارتفعت الكثافة السكانية في مايوت من 179 شخصاً لكل كيلومتر مربع في عام 1985 إلى 251 لكل كيلومتر مربع في عام 1991. وكان عدد سكان عاصمة الجزيرة، دزودزي، 865 5 نسمة وفقا لتعداد عام 1985؛ وكانت أكبر مدينة في الجزيرة، مامودزو، تضم 026 12 شخصا.

## المواليد والوفيات[1]
| سنة  | تعداد السكان | ولادة حية | حالات الوفاة | زيادة طبيعية | معدل المواليد الخام | معدل الوفيات الإجمالي | معدل الزيادة الطبيعية | معدل الخصوبة الإجمالي |
| ---- | ------------ | --------- | ------------ | ------------ | ------------------- | --------------------- | --------------------- | --------------------- |
| 2007 | 186452       | 7,658     | 587          | 7071         | 41.1                | 3.1                   | 38.0                  |                       |
| 2014 | 223.713      | 7306      | 590          | 6716         | 32.1                | 2.6                   | 29.5                  | 4.12                  |
| 2015 | 232189       | 8997      | 636          | 8361         | 38.0                | 2.7                   | 35.3                  | 4.87                  |
| 2016 | 240987       | 9496      | 705          | 8791         | 38.7                | 2.9                   | 35.8                  | 4.95                  |
| 2017 | 250143       | 9762      | 735          | 9027         | 38.3                | 2.9                   | 35.4                  | 4.92                  |
| 2018 | 259906       | 9590      | 758          | 8832         | 36.2                | 2.9                   | 33.3                  | 4.66                  |
| 2019 | 269471       | 9768      | 777          | 8991         | 36.4                |                       |                       | 4.68                  |
| 2020 | 279471       |           |              |              |                     |                       |                       |                       |

## الإحصاءات الديموغرافية لـ كتاب حقائق العالم لوكالة المخابرات المركزية
وترد الإحصاءات الديمغرافية التالية من دليل الوقائع العالمي لوكالة المخابرات المركزية، ما لم يُذكر خلاف ذلك.
عدد السكان: 178,437 (يوليو 2003) )
الهيكل العمري:
صفر-14 سنة: 46.5 في المائة (632 41 من الذكور؛ 301 41 من الإناث)
15-64 سنة: 51.8 في المائة (373 50 من الذكور؛ الإناث 118 42 سنة)
65 سنة فأكثر: 1.7 في المائة (502 1 من الذكور؛ 511 1 من الإناث (2003 في المائة).
متوسط العمر:
المجموع: 16.9 سنة
الذكور: 18.1 سنة
الإناث: 15.7 سنة (2002)
معدل النمو السكاني: 3.47٪ (تقديرات عام 2008) )
معدل الولادات: 42.86 مولودا لكل 000 1 نسمة (2003 حالة سكانية)
معدل الوفيات: 8.34 حالة وفاة لكل 000 1 نسمة (2003 حالة وفاة)
صافي معدل الهجرة: 7.94 مهاجرة/000 1 نسمة (2003 نسمة)
النسبة بين الجنسين:
عند الولادة: 1.03 ذكر/أنثى
دون سن الخامسة عشرة: 1.01 ذكر/أنثى
15-64 سنة: 1.2 من الذكور/الأنثى
65 سنة فأكثر: 0.99 من الذكور/الإناث
مجموع السكان: 1.1 ذكرا/أنثى (2003 نسمة)
معدل وفيات الرضع:
المجموع: 65.98 حالة وفاة لكل 000 1 مولود حي (2003 حالة وفاة)
الإناث: 59.44 حالة وفاة لكل 000 1 مولود حي
الذكور: 72.32 حالة وفاة لكل 000 1 مولود حي
متوسط العمر المتوقع عند الولادة:
مجموع السكان: 60.6 سنة
الذكور: 58.49 سنة
الإناث: 62.78 سنة (2003 سنة)
فيروس نقص المناعة البشرية/الإيدز - معدل انتشار الإصابة بين البالغين: النسبة المئوية للنسبة المئوية
فيروس نقص المناعة البشرية/الإيدز - الأشخاص المصابون بفيروس نقص المناعة البشرية/الإيدز: NA
فيروس نقص المناعة البشرية/الإيدز - الوفيات: NA
معدل الخصوبة الإجمالي: 4.5 أطفال مولودين/امرأة (2008 في المائة) 
جنسية: اسم: ماهورايس (المفرد والجمع)</br> الصفة: ماهوران
الجماعات العرقية: NA
الديانات: مسلمون 97٪، مسيحيون (معظمهم من الروم الكاثوليك)
اللغات: المهاوريون (اللهجة السواحيلية)، والفرنسية (اللغة الرسمية) التي يتحدث بها 35 في المائة من السكان
محو الأمية:
التعريف: NA
مجموع السكان: 86 في المائة (موسوعة بريتاننيكا)
الذكور: نسبة مئوية
الإناث: نسبة مئوية

## مستشفى
والمستشفى المركزي في مايوت هو مستشفى فرنسي يقع في مامودزو، على أرض جزيرة غراند - تير في مايوت، جنوب غرب أوسيان إندين. وشهدت صفحتها التقنية في عام 2008، 470 4 شخصاً من أصل 100 8 مولود شوهدوا داخل الإقليم الجماعي. يعطيها هذا الاسم الصغير لـ «أول أمهات في فرنسا»  ». خلال عام 2007 ، كانت 62٪ من النساء اللاتي جئن إلى هناك لإنجاب طفل غير منتميات إلى سيكورتيه الاجتماعي : من بينهن، هناك العديد من النساء أنجوان ونساء مالغاتش الأخريات يدخلن بشكل غير قانوني إلى الأراضي الفرنسية.